# كولن بيترسن
كولن بيترسن (بالإنجليزية: Colin Petersen)‏ هو طبَّال وممثل أسترالي، ولد في 24 مارس 1946 بكينغاروي في أستراليا.

## وصلات خارجية
- كولن بيترسن على موقع IMDb (الإنجليزية)
- كولن بيترسن على موقع ألو سيني (الفرنسية)
- كولن بيترسن على موقع ميوزك برينز (الإنجليزية)
- كولن بيترسن على موقع أول موفي (الإنجليزية)
- كولن بيترسن على موقع قاعدة بيانات الأفلام السويدية (السويدية)
- كولن بيترسن على موقع ديسكوغز (الإنجليزية)
- كولن بيترسن على موقع قاعدة بيانات الفيلم (الإنجليزية)
- كولن بيترسن على موقع كينوبويسك (الروسية)